# Mirjam Kottmann
Mirjam Kottmann (* 1974 in München) ist eine deutsche Journalistin, Hörfunk- und Fernsehmoderatorin.

## Leben
Kottmann studierte Journalismus an der Ludwig-Maximilians-Universität München. Zeitweise arbeitete sie beim Regionalfernsehen Rosenheim und der Süddeutschen Zeitung.
1997 begann sie bei der Rundschau des BR Fernsehens zu arbeiten. Sie war als Reporterin im In- und Ausland tätig, darunter in den ARD-Studios Rom und Wien. Seit 2012 ist sie aufgrund einer Multiplen Sklerose auf den Rollstuhl angewiesen. Ein Jahr lang moderierte sie die Radiosendung „Leben mit Behinderung“. Von 2018 bis 2023 moderierte Kottmann die Gesprächssendung „alpha-demokratie“ bei ARD alpha und von 2022 bis 2024 vertretungsweise die Europamagazine Euroblick und Alpen-Donau-Adria. Seit dem 12. Februar 2024 moderiert sie bei BR24 und damit als erste Rollstuhlfahrerin eine TV-Nachrichtensendung in Deutschland. Ein Spezialrollstuhl erlaubt das Anheben der Sitzfläche, womit sie ungefähr 1,75 m Augenhöhe erreicht.
Sie ist mit dem Journalisten Peter Sydow verheiratet und hat einen Sohn. Im Rahmen des internationalen  Medienfestivals Prix Europa wurde Mirjam Kottmann die Auszeichnung „European Journalist of the Year 2024“ im Rahmen der Prix Europa Awards verliehen.